# Humana embriogeneza
Humana embriogeneza je proces stanične diobe i stanične diferencijacije zametka koji se javlja tijekom ranih faza čovječjeg razvoja. S biološkog gledišta, čovječji razvoj podrazumijeva rast iz jednostanične zigote u odraslu jedinku. Oplodnja se javlja kada se spermatozoid spoji s jajnom stanicom. Genetski materijal spermija i jajne stanice se potom miješa i stvara se stanica s diploidnom kromosomskom garniturom zvana zigota. Tako započinje najraniji stadij razvoja. Embriogeneza obuhvaća prvih osam tjedana razvoja te se na početku devetog tjedna trudnoće embrij zove plod.
Embriologija čovjeka je znanost o razvoju čovjeka tijekom prvih osam tjedana nakon oplodnje. Uobičajeno trajanje gestacije (trudnoća) je devet mjeseci ili 38 tjedana.
Početni stadij odnosi se na vrijeme od oplodnje do implantacije zametka u maternicu te traje otprilike deset dana.
Tijekom tog razdoblja, zigota, koja se sad definira kao zametak jer sadrži cjelokupni genetički materijal, počinje se dijeliti u procesu zvanom brazdanje. Potom nastaje blastocista i implantira se u sluznicu maternice. Embriogeneza se nastavlja u stadiju gastrulacije, kada nastaju tri zametna listića u procesu zvanom histogeneza, nakon kojeg slijede neurulacija i organogeneza. Zametak se najčešće naziva plodom od devetog tjedna gestacije. U usporedbi sa zametkom, plod ima prepoznatljivija vanjska obilježja. Cijeli proces embriogeneze uključuje promjene u ekspresiji gena, rastu stanica i staničnoj diferencijaciji. Gotovo identičan proces javlja se i kod drugih vrsta, posebno kod svitkovaca.

## Početni stadij

### Oplodnja
Oplodnja se događa kada spermij uspješno uđe u jajnu stanicu te se spare i pomiješaju dva seta genetičkog materijala gameta, stvarajući zigotu, (diploidna stanica). To se obično događa u početnom dijelu jajovoda. Uspješna oplodnja je omogućena trima procesima koji se događaju da osiguraju specifičnost vrste. Prvi je kemotaksija koja usmjerava kretanje spermija prema jajetu. Drugi je adhezivna kompatibilnost između spermija i jajeta. Kada spermij prianja uz jajnu stanicu, događa se treći proces akrosomske reakcije; na prednjem dijelu spermijeve glave nalazi se akrosom koji sadrži probavne enzime za razaranje zone pellucide kako bi spermij ušao u jajnu stanicu. Ulazak spermija uzrokuje otpuštanje kalcija koji blokira ulazak drugih spermija. U jajnoj stanici paralelno se događa zonalna reakcija. To je proces u kojem se otpuštaju kortikalna zrnca koja sadrže enzime za probavljanje bjelančevina spermijskih receptora i tako sprječavaju polispermiju.
Zrnca se također spajaju s plazmatskom membranom i mijenjaju zonu pellucidu da bi se spriječilo daljnje ulaženje spermija.
Zigota sadrži kombinirani genetički materijal iz muške i ženske gamete sastavljen od 23 kromosoma iz jezgre jajne stanice i 23 kromosoma iz jezgre spermatozoida. 46 kromosoma prolazi kroz različite promjene prije mitotičke diobe čiji je rezultat dvostanični zametak.

### Brazdanje
Prva dioba označava početak procesa brazdanja, koji se nastavlja mitotičkom diobom dvije nastale stanice kako bi se dobio zametak od četiri stanice, kasnije od osam stanica, itd. Ovo je poprilično spor proces jer se nova dioba događa svakih 12-24 sata. Nastale stanice, koje nose naziv blastomere su još uvijek ograđene čvrstom glikoproteinskom membranom (nazvanom zona pellucida) jajeta, kroz koju je spermij uspješno prodro. 
Zigota (koja je velika u usporedbi s bilo kojom drugom stanicom) podliježe daljnjem brazdanju, povećavajući broj stanica, ali bez rasta. To znači da je proporcija jezgrinog genetičkog materijala veća nego citoplazma svake novonastale stanice. Kada nastane 8 blastomera, one su nediferencirane i udružene u loptastu nakupinu. Stanice počinju formirati propusne veze, dopuštajući razvoj na integrirani način i koordinaciju kao odgovor na fiziološke signale i okolinske podražaje.
Kada se zametak sastoji od šesnaest ili trideset dvije stanice, ta čvrsta loptasta nakupina nosi naziv morula. U toj fazi stanice se počinju čvrsto vezati u procesu zvanom kompakcija, brazdanje se nastavlja te počinje stanična diferencijacija.

### Blastulacija
Brazdanje je prvi stadij blastulacije, procesa u kojem nastaje blastocista. Stanice se diferenciraju na vanjski sloj stanica (skupno nazvan trofoblast) i unutarnju staničnu masu. S daljnjom kompakcijom pojedine vanjske blastomere postaju neprimjetne, te su još uvijek ograđene zonom pellucidom. Kompakcija služi da se napravi vodonepropusna struktura jer će stanice kasnije izlučivati tekućinu. Stanice unutarnje stanične mase se diferenciraju kako bi nastao embrioblast i polariziraju se na jednom kraju. Približavjau se i stvaraju propusne veze kako bi olakšale staničnu komunikaciju. Polarizacijom nastaje šupljina blastocel, te sada embrij nosi naziv blastocista. (U životinja koje nisu sisavci nosi naziv blastula). Trofoblast izlučuje tekućinu u blastocel. Veličina blastociste raste, te ona izlazi iz zone pellucide.
Iz unutarnje stanične mase nastat će amnion, žumanjčana vreća i alantois, dok će vanjski sloj trofoblasta oblikovati fetalni dio posteljice. Zametak s membranama naziva se konceptus i u ovom stadiju nalazi se u maternici. Zona pellucida potpuno nestaje i sada izložene stanice trofoblasta dopuštaju blastocisti da se pričvrsti za endometrij, gdje će se implantirati.
Nastanak hipoblasta i epiblasta javlja se početkom drugog tjedna, koji su glavna dva sloja bilaminarnog zametnog diska. Ili unutarnje stanice embrioblasta ili vanjske stanice trofoblasta će se pretvoriti u dva podsloja. Unutarnje stanice će se pretvoriti u hipoblast koji će okružiti drugi sloj zvan epiblast. Ti će slojevi oblikovati embrionalni disk u kojem će se razviti zametak. Mjesto gdje se zametak razvija je amnionska šupljina, koja se nalazi unutar diska. I trofoblast će se razviti u dva podsloja; unutarnji citotrofoblast i vanjski sinciciotrofoblast, koji je unutar endometrija. Pojavit će se i još jedan sloj zvan Heuserova ili egzocelomska membrana, koji će okružiti citotrofoblast, kao i primitivnu žumanjčanu vreću. Sinciciotrofoblast će narasti i ući u lakunarnu fazu, u kojoj će se pojaviti neke vakuole koje će za par dana biti ispunjene krvlju. Razvoj žumanjčane vreće započinje s hipoblastičnim ravnim stanicama koje oblikuju egzocelomsku membranu, koja će prekriti unutarnji dio citotrofoblasta da nastane primitivna žumanjčana vreća. Erozija endotelnog sloja majčinih kapilara sinciciotrofoblastičnih stanica će na mjestima gdje će krv početi prodirati i teći kroz trofoblast da bi se stvorio maternično-posteljični krvotok. Zatim će se nove stanice izvedene iz žumanjčane vreće smjestiti između trofoblasta i egzocelomske membrane, te će nastati izvanembrionalni mezoderm, koji će stvoriti korionsku šupljinu.
Na kraju drugog tjedna razvoja, neke stanice trofoblasta prodiru oblikuju prstolike izdanke u sinciciotrofoblastu, koji su poznati pod nazivom primarne resice.

### Implantacija
Nakon ovulacije, endometrijsko tkivo se transformira u sekretorno tkivo kako bi se pripremilo za prihvaćanje embrija. Endometrij zadebljava i vaskulizira se, egzokrine žlijezde se produžavaju. Sluznica maternice sad nosi naziv decidua i proizvodi velik broj decidualnih stanica. 
Trofoblast se diferencira u unutarnji sloj, citotrofoblast i vanjski sloj, sinciciotrofoblast.
Sinciciotrofoblast implantira blastocistu u decidualni epitel, a korionske resice formiraju embrionalni dio posteljice. Posteljica se razvije kad se blastocista implantira, te povezuje zametak sa stjenkom maternice. Ovdje se decidua zove decidua basalis i nalazi se između blastociste i miometrija i oblikuje majčin dio posteljice. Implantaciju potpomažu hidrolitički enzimi koji nagrizaju epitel. Sinciciotrofoblast također proizvodi humani korionski gonadotropin (hCG), hormon koji podržava lučenje progesterona iz žutog tijela. Progesteron obogaćuje maternicu krvnim žilama i kapilarama da bi se mogao održati razvoj zametka. Resice se počinju granati i sadržavati krvne žile zametka. Druge resice, terminalne ili slobodne resice, imaju ulogu razmjene hranjivih tvari. 
Arterije u decidui su preinačene da povećaju protok majčine krvi u intervilozni prostor posteljice, dopuštajući izmjenu plinova i prijenos hranjivih stvari prema zametku. Otpadni proizvodi iz zametka će difundirati preko posteljice.
Budući da sinciciotrofoblast počinje prodirati u stjenku maternice, unutarnja stanična masa (embrioblast) se također razvija. Unutarnja stanična masa je izvor embrionalnih matičnih stanica, koje su pluripotentne i mogu se razviti u bilo koji od tri zametna listića.

### Embrionalni disk
Embrioblast oblikuje embrionalni disk koji je sastavljen od dva sloja, gornji epiblast (primitivni ektoderm) i donji hypoblast (primitivni endoderm). Epiblast je pričvršćen za trofoblast i sačinjen od kolumnarnih stanica; hipoblast je bliži blastocelu i sastoji se od kockastih stanica. Epiblast seli od trofoblasta prema dolje, stvarajući amnionsku šupljinu, koja je obložena amnioblastima razvijenim iz epiblasta. Hipoblast je potisnut prema dolje i obavija žumanjčanu vreću (egzocelomska šupljina). Neke stanice hipoblasta idu prema unutrašnjem citotrofoblastu blastocela, izlučujući usput međustaničnu tvar. Ove stanica hipoblasta i međustanična tvar se zajedno nazivaju Heuserova membrana (ili egzocelomska membrana), te pokrivaju blastocel i tako nastaje žumanjčana vreća (ili egzocelomska šupljina). Stanice epiblasta idu prema vanjskim rubovima retikuluma i stvaraju ekstraembrionalni mezoderm, što otežava očuvanje ekstraembrionalnog retikuluma. Ubrzo nakon toga nastaje korionska šupljina.

## Gastrulacija
Pojavljivanje primitivne pruge, linearne skupine stanica nastalih iz migrirajućeg epiblasta, označava početak procesa gastrulacije, koja se događa otprilike 16 dana (treći tjedan) nakon oplodnje. Ovaj proces reorganizira dvoslojni zametak u troslojni zametak, te se pomoću primitivne pruge uspostavlja bilateralna simetrija. Primitivni čvor nastaje na prednjem kraju primitivne pruge. Primitivna brazda nastaje kao udubljenje u središtu primitivnog čvora koji je povezan s notokordom. Čvor se izdigao iz epiblasta amnionske šupljine, te on izaziva stvaranje neuralne ploče koja je osnova nastanka živčanog sustava. Neuralna ploča će nastati suprotno od primitivne pruge iz ektodermalnog tkiva, koje postaje zadebljano i spljošteno. Epiblast tog dijela pomiče se prema donjem dijelu pruge na mjesto primitivne brazde u procesu poznatom pod nazivom ingresija, koji vodi do početka stvaranja mezoderma. Epitelne stanice postaju mezenhimske matične stanice, multipotentne stromalne stanice koje se mogu diferencirati u bilo koje druge stranice. Hipoblast je izguran i sudjeluje u stvaranju amniona. Epiblast se nastavlja kretati i stvarati srednji zametni listić, mezoderm. Epiblast je diferencirao u tri zametna listića embrija, te je tako nastala gastrula.
Tri zametna listića su ektoderm, mezoderm i endoderm, te su oblikovani kao tri preklopljena ravna diska. Iz ova tri sloja nastat će sve strukture i organi tijela tijekom procesa somitogeneze, histogeneze i organogeneze. Endoderm je nastao invaginacijom epiblastičkih stanica koje migriraju do hipoblasta, dok mezoderm nastaje iz stanica koje se razviju između epiblasta i endoderma. Općenito, svi zametni listići se razviju iz epiblasta. Iz vanjskog sloja ektoderma će nastati krajnji sloj kože, središnji i periferni živčani sustav, oči, unutarnje uho i mnoga vezivna tkiva. Iz mezoderma će nastati srce, početak krvožilnog sustava, kao i kosti, mišići i bubrezi. Iz endoderma će se početi razvijati pluća, crijeva i mokraćni mjehur.
Nakon ingresije uvrnućem nastaje pracrijevo (arhenteron), koje je osnova za razvoj probavnog sustava. Blastopor postaje anus, dok s druge strane nastaju prausta. S nastankon probavne crijevi završava gastrulacija i proces neurulacije može započeti.

## Neurulacija
Nakon gastrulacije, iz ektoderma nastaje epitelno i živčano tkivo, a gastrula sada nosi naziv neurula. Neuralna ploča nastala iz ektoderma nastavlja se širiti, a savijanjem njezinih krajeva nastaju neuralni nabori. Neurulacija se odnosi na ovaj proces savijanja kojim se neuralna ploča preobražava u neuralnu cijev, a to se događa tijekom četvrtog tjedna. Između neuralnih nabora stvara se neuralni žlijeb, koji se postupno udubljuje dok se neuralni nabori uzdižu i naposljetku sjedinjuju u središnju liniju. Stanice koje idu kroz većinu lubanjskog dijela primitivne linije stvaraju paraksijalni mezoderm, iz kojeg će nastati somitomere koje će se u procesu somitogenezediferencirati u somite iz kojih nastaje sklerotom,
miotom i dermatom kako bi nastali hrskavica, kosti, tetive, dermis (koža) i mišići. Iz intermedijarnog mezoderma nastat će mokraćno-spolni sustav. Druge stanice migriraju kroz kaudalni dio primitivne linije te će od njih nastati lateralni mezoderm.
Embrionalni disk je najprije ravan i okrugao, ali se na kraju izduži kako bi imao širi cefalični dio i uži kaudalni kraj. Na početku primitivna linija se ispruža u cefaličnom smjeru i 18 dana nakon oplodnje vraća se kaudalno sve dok ne nestane. Početkom četvrtog tjedna u zametnom listiću počinje specifična diferencijacija, dok se u kaudalnom dijelu pojavljuje krajem četvrtog tjedna. Kranijalne i kaudalne neuropore se postupno smanjuju sve dok se ne zatvore potpuno (do 26. dana) stvarajući neuralnu cijev.

## Klinička važnost
Izloženost otrovima tijekom početnih razdoblja može izazvati prenatalnu smrt rezultirajući pobačajem, ali ne uzrokuje razvojne nedostatke. Međutim, izlaganje otrovima u razdoblju zametka može biti uzrok velikih urođenih malformacija, jer se tada razvijaju prethodnici velikih organskih sustava.
Svaka stanica još neimplantiranog zametka ima mogućnost oblikovanja različitih staničnih tipova kod zametka u razvoju. Ova stanična potentnost znači da neke stanice mogu biti uklonjene iz zametka, a da ih ostatak stanica može u potpunosti nadoknaditi. Zahvaljujući tom saznanju nastala je tehnika poznata pod nazivom preimplantacijska genetska dijagnostika, čime se mali broj stanica preimplantacijskog zametka stvorenog in vitro oplodnjom može ukloniti biopsijom i podvrgnuti genetskoj dijagnozi.
Sakrokocigealni teratomi su tumori sačinjeni od različitih tipova tkiva. Smatra se da su povezani s ostacima primitivne prug, koji obično nestaju.
Spina bifida je urođeni poremećaj koji je rezultat nepotpunog zatvaranja neuralne cijevi.